# Mark Quigley
Mark Quigley (Dublino, 27 ottobre 1985) è un ex calciatore irlandese, di ruolo attaccante.

## Carriera

### Giocatore
Ha giocato nella prima divisione irlandese e nella seconda divisione inglese.

## Palmarès

### Club

#### Competizioni nazionali
- Coppa di Lega irlandese: 1

Shamrock Rovers: 2013

### Individuale
- Capocannoniere del campionato irlandese: 1

2008 (19 gol)